# Dubautia virescens
Dubautia virescens là một loài thực vật có hoa trong họ Cúc. Loài này được (Hillebr.) ined. mô tả khoa học đầu tiên.